# Hemiprocne
Hemiprocne és un gènere d'ocells, únic de la família dels hemipròcnids (Hemiprocnidae), que pertany a l'ordre dels Apodiformes.

## Morfologia
- Fan 17 – 33 cm de llargària, amb un pes de 70 – 120 g, depenent de l'espècie.[1]
- El plomatge és gris suau o bru amb ratlles blanques als costats del cap i cresta a la part anterior del pili.
- Les ales són estretes.

## Hàbitat i distribució
Viuen en zones forestals del sud-est asiàtic, Indonèsia, Filipines, fins Nova Guinea.

## Reproducció
Fan un petit niu amb escorça d'arbres i plomes apegades a una rama. Allí ponen un únic ou blanc.

## Alimentació
Atrapen insectes al vol, a l'estil dels capsigranys. Volen des d'una posta cap a l'insecte per a tornar al mateix lloc.

## Taxonomia
Aquest gènere conté 4 espècies:
- falciot arbori menut (Hemiprocne comata).
- falciot arbori coronat (Hemiprocne coronata).
- falciot arbori verdós (Hemiprocne longipennis).
- falciot arbori bigotut (Hemiprocne mystacea).